# Lijst van wijken en buurten in Brussel
Dit is een lijst van wijken en buurten in het Brussels Hoofdstedelijk Gewest. De lijst is niet compleet.
- Brussel-Stad
  - Brussel
    - Marollen
    - Europese Wijk
      - Wijk van de Squares
      - Leopoldswijk (ook in Elsene, Etterbeek en Sint-Joost)

    - Zavel
    - Noordwijk
    - Onze-Lieve-Vrouw-ter-Sneeuw
    - Broek of Martelaarswijk (rond Martelarenplein)
    - Galgenberg
    - Treurenberg
    - Kunstberg
    - Koudenberg

  - Haren
    - Buda

  - Laken
    - Oud Laken
    - Heizel
    - Mutsaard

  - Neder-Over-Heembeek
    - Neder-Heembeek
    - Over-Heembeek
    - Ransbeek-Heembeek
- Anderlecht
  - Aa
  - Biestebroek
  - Broek
  - Buffon
  - Dageraad
  - Goede Lucht (Bon Air)
  - Klein Eiland
  - Kuregem
  - Meir
  - Mijlemeers
  - Moortebeek
  - Neerpede
  - Peterbos
  - Poxcat
  - Het Rad
  - Scherdemaal
  - Scheut
  - Scheutveld
  - Veeweide
  - Vijverswijk
  - Vlazendaal
  - Vogelenzang
  - Waasbroek
- Elsene
  - Boondaal
  - Solbos
  - Tenbos
  - Matonge
- Etterbeek
  - Jourdan
  - De Jacht
- Evere
  - Paduwa
  - Picardie 
  - Germinal
- Ganshoren
- Jette
  - Essegem
  - Dielegem
- Koekelberg
- Oudergem
  - Hertoginnedal/Putdael
  - Luxorpark
  - Vogelzang[2]
- Schaarbeek
  - Brabantwijk
  - Colignon
  - Helmet
  - Terdelt
- Sint-Agatha-Berchem
- Sint-Gillis
  - Kastelein
- Sint-Jans-Molenbeek
  - Oud Molenbeek of Historisch Molenbeek
  - Ossegem
  - Karreveld
  - Havenwijk
- Sint-Joost-ten-Node
- Sint-Lambrechts-Woluwe
  - Georges Henri[3]
  - Gribaumont[3]
  - Gulledelle[3]
  - Kapelleveld[3]
  - Roodebeek[3]
  - Sterrebeeldenwijk[3]
  - Stokkel (deels)[3]
  - Tervurense Poort[3]
  - Woluwelaan[3]
- Sint-Pieters-Woluwe
  - Centrum[2]
  - Europawijk
  - Kelle[2]
  - Mooi-Bos/Sinte-Aleidiswijk[2]
  - Hertoginnedal/Putdael[2]
  - Stokkel (deels) (ook in Kraainem en Sint-Lambrechts-Woluwe)
  - Vogelzang[2]
- Ukkel
  - Carloo
  - Diesdelle
  - Kalevoet
  - Neerstalle
  - Stalle
- Vorst
  - Hoogte Honderd
  - Neerstalle
- Watermaal-Bosvoorde
  - Watermaal
  - Bosvoorde